# Corynactis caribbeorum
Corynactis caribbeorum is een Corallimorphariasoort uit de familie van de Corallimorphidae. De wetenschappelijke naam van de soort is voor het eerst geldig gepubliceerd in 1980 door den Hartog.